# X Rated
X Rated è il primo album in studio del musicista canadese Excision, pubblicato il 10 ottobre 2011 dalla Mau5trap.

## Tracce
1. X Rated (ft. Messinian) – 4:25
2. The Underground (w/ Downlink) – 4:56
3. Ohhh Nooo – 4:54
4. 8Bit Superhero (w/ Datsik) – 4:56
5. Sleepless (ft. Savvy) – 5:23
6. Execute – 4:06
7. SEXisM (w/ SKisM) – 4:13
8. Swerve (w/ Downlink) – 5:22
9. Deviance (w/ Datsik) – 4:32
10. Jaguar (w/ Datsik ft. Mr Hudson) – 3:24